# الإسلام في مدينة نيويورك

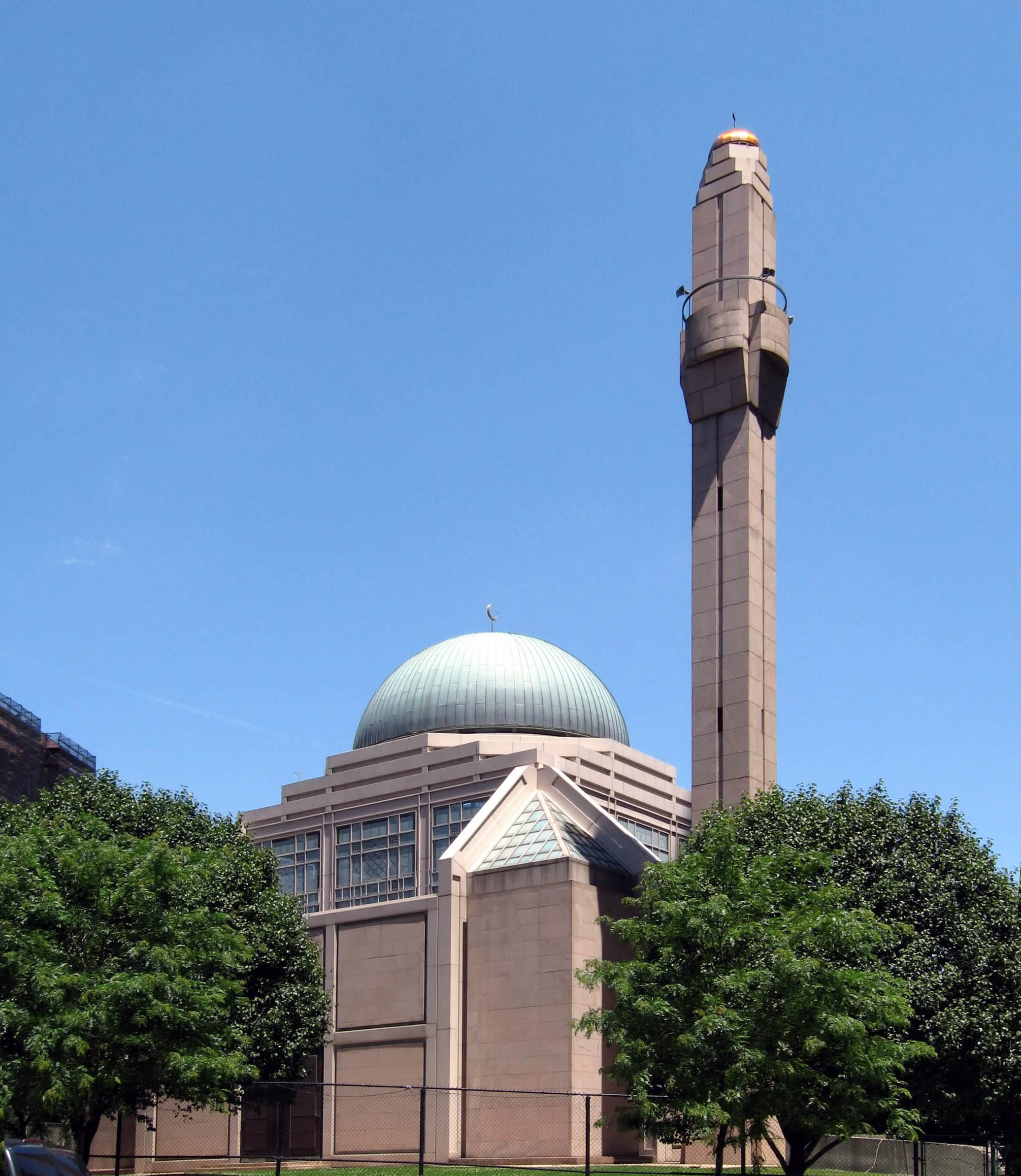
المركز الثقافي الإسلامي في نيويورك

الإسلام هو ثالث أكبر ديانة في مدينة نيويورك، بعد المسيحية واليهودية. قدرت دراسة أجريت عام 2018 أن هناك أكثر من 750 ألف مسلم يعيشون في مدينة نيويورك، وهو أكبر عدد من المسلمين حسب المدينة في الولايات المتحدة. حوالي 9% من سكان مدينة نيويورك مسلمون.